# ローラ・アン・カールトン殺害事件
2023年8月18日、66歳のローラ・アン・"ローリー"・カールトン（Laura Ann "Lauri" Carleton）が、カリフォルニア州シーダーグレンで経営する衣料品店の外に掲げたプライド・フラッグをめぐって殺害された。
警察当局によると、殺害犯で26歳のトラヴィス・イケグチ（Travis Ikeguchi）は「カールトンを射殺する前に店外に掲げられていたレインボー・フラッグについて中傷するような発言をしていた」という。この殺人事件は憎悪犯罪の可能性があるとして捜査されている。
事件当日中にイケグチは警察に対して発砲し、射殺された。

## 関係者

### ローラ・アン・カールトン
ローリー・カールトンはカリフォルニア州シーダーグレンに住む66歳の実業家である。彼女はカリフォルニア州パサデナにある私立美術大学のアート・センター・カレッジ・オブ・デザインを学び、ケンス・コールの重役として15年間働いた。カールトンは9人の子の母親だった。カールトン自身はLGBTQ+ではなかったものの、その支援者であった。カールトンの友人によると彼女は以前にプライド・フラッグが原因で嫌がらせを受けた経験があり、「いつか口論になりそうで怖い」と言っていたという。

### 加害者
犯人は同じくシダーグレンに住む26歳の日系人男性のトラヴィス・イケグチであった。彼は反LGBTQや反中絶のメッセージをTwitterやGabに定期的に投稿していた。ある投稿でイケグチは「旗をどうしようか?」と書いてレインボー・フラッグが燃えている画像を添えた。メディアの報道によるとイケグチはまた「我々はこのLGBTの独裁への妥協を止める必要がある。（中略）キリストの真の追随者は結婚や自身のビジネスにおけるLGBTアジェンダのこの愚かな教化を容認すべきではない」という文を投稿していた。彼は聖書の一節、クリスチャン・ナショナリストのコンテンツ、反ユダヤ主義なものを頻繁にリツイートしていた。彼はドナルド・トランプ元大統領に批判的であり、代わりに極右の憲法党とアメリカ独立党の大統領候補であったトム・ホーフリングを支持していた。イケグチは反トランスのブロガーのマット・ウォルシュの支持者であり、彼のコンテンツを何度もリツイート、リポストしていた。

## 殺害事件
サンバーナーディーノ保安事務所によるとイケグチはカールトンの店外に掲げられていたプライド・フラッグを中傷する発言をしていた。ホモフォビアな中傷をした後、イケグチはカールトンに発砲した。警察が到着すると銃創で苦しむカールトンが発見され、その後現場で死亡が確認された。銃撃の様子は店の監視カメラで撮影されていた。
その後、現場近くでイケグチが目撃されたという連絡が警察に入った。拳銃で武装していたイケグチが発見されると警察側と対立し、イケグチは発砲してパトカー数台に命中した。警察側は応戦し、イケグチはその場で射殺された。

## 反応

### 著名人
Twitter上で映画監督のポール・フェイグはカールトンの死を反LGBTムーブメントと結びつけ、「彼女に起きたことは絶対的な悲劇だ。もしも人々が反同性愛・トランスの暴言が危険でないで思っているのなら、考え直してほしい」と書いた。Instagram上で女優のブリジット・エヴァレットは「反LGBTQのレトリックには代償が伴う。そして今、ローリーの夫のボルト、娘たち友人、そしてコミュニティは打ちのめされている。何のために?」と書いた。
アカデミー賞受賞女優のジェイミー・リー・カーティスは「深い悲しみを感じる。これが現在の私たちの国であり、目をそらすことは出来ない。9人の母であるローラ・アン・カールトン、安らかに眠ってください」と述べた。UNHCR親善大使のクリスティン・デイヴィスは「私には何が起こったのか理解できないし、彼女の家族や親しい友人がどんな思いをしているのか想像することしかできない。私たちは愛と理解、そして全ての人々の平等を目指す活動を休むわけにはいかない。この憎悪犯罪の動機が分断的で無意味な憎悪だけであることは明白だ」と述べた。

### 団体
LGBT権利団体であるGLAADの会長は「レイク・アローヘッドの店舗に掲げられたプライド・フラッグをめぐるローリーの悲劇的な標的殺害は無分別であり、残念ながら、LGBTQの人々や我々の仲間たちに対する攻撃の増加の一部である」と述べた。

### 政治家
サンバーナーディーノ郡監督官のドーン・ロウは声明で「この憎悪と暴力の無意味な行為は考えられないことであり、この信じられないような損失を悼みながら、私は山間部のコミュニティとともに立ち上がる。誰もが憎しみや差別のない生活を送り、憲法で定められた言論の自由を実践する権利がある。ローリーはコミュニティの素晴らしい一員であり、私はこの悲しみの中にある彼女の家族に深い哀悼の意を表する」と述べた。カリフォルニア州知事のギャビン・ニューサムは「これは本当に恐ろしいことだ。店外に掲げられたプライド・フラッグを批判した男によって店主は殺されたのだ。ローリーは夫と9人の子を残して去って行った。このような忌まわしい憎悪をカリフォルニア州は容認しない」と述べた。
カリフォルニア州上院議員のスコット・ウィーナーは「私たちのコミュニティに対する脅威は現実のものだ。そしてそれは私たちに向けられた暴力的な弁術から直接生じているのだ」と述べた。連邦下院議員のコリ・ブッシュは「これが私たちが国中で目撃しているホモフォビアとトランスフォビアの到来の危険性だ。私たちはローリーや彼女のLGBTQIA+権利に対する献身を忘れない」と述べた。

### 家族
『ニューヨーク・タイムズ』紙の電話インタビューにてカールトンの娘は「私はただ、彼女が誰であったかを世界に記憶してもらいたい。そして彼女が大切にしていた場所で、大好きなことをして、彼女にとってとても大切なものを守って亡くなったことを」と答えた。